# Citrulin
Citrulin je alfa aminokiselina. Ime potječe od latinske riječi citrullus što znači lubenica. Citrulin su prvi izolirali Koga i Odake, dok je spoj identificirao Wada 1930. 
Kemijska formula je H2NC(O)NH(CH2)3CH(NH2)CO2H. U čovjeka citrulin je jedan do ključnih intermedijarnih spojeva u ciklusu ureje kojime se amonijak izlučuje iz tijela.

## Biosinteza
Citrulin nastaje iz aminokiseline ornitin i karbamoil fosfata u jednoj od središnjih reakcija u ciklusu uree. Nastaje i iz aminokiseline arginin kao nusprodukt reakcije katalizirane enzima obitelji dušikov-oksid sintaza (NO sintaza). Stvara ga i enzim trihohijalin na unutarnjoj ovojnici i srži folikula dlaka. Arginin se prvo oksidira u N-hdroksil-arginin, koje se dalje oksidira u citrulin s otpuštanjem dušičnog oksida.

## Funkcija
Nekoliko proteina sadrži citrulin nakon posttranslacijske modifikacije. Te ostatke citrulina proizvode enzimi iz obitelji peptidilarginin deiminaza, koji pretvaraju arginin u citrulin.
Proteini koji normalno sadrže citrulin su mijelinski bazični protein, filagrin, te nekoliko histonskih proteina, dok proteini poput fibrina i vimentina su podložni citrulinaciji tijekom procesa stanične smrti ili upale tkiva.
Bolesnici koji boluju od reumatoidnog artritisa (RA) često imaju povišene antitijela protiv proteina koji sadrže citrulin. Iako je uloga tih antitijela još nerazjašnjen do kraja, otkrivanje antitijela reaktivnih na proteine i peptide koji sadrže citrulin (anti-CCP) ima važnu ulogu u otkrivanju bolesti (RA). 